# Zabolottea, Sokal
Zabolottea (în ucraineană Заболоття) este un sat în comuna Jujeleanî din raionul Sokal, regiunea Liov, Ucraina.

## Demografie
Componența lingvistică a localității Zabolottea
     Ucraineană (100%)
Conform recensământului din 2001, toată populația localității Zabolottea era vorbitoare de ucraineană (100%).